# Et alors ?
Pour les articles homonymes, voir Et alors ? (homonymie).
Et alors ? (As If) est une série télévisée britannique en 76 épisodes de 25 minutes diffusée entre le 22 janvier 2001 et le 31 juillet 2004 sur Channel 4. 
En France, la série a été diffusée à partir du 8 septembre 2001 sur France 2 et rediffusée sur MCM, Virgin 17 et Filles TV.

## Synopsis
Susan, Nicki, Sasha, Jamie, Alex et Rob vivent à Londres. Dans chaque épisode ils racontent leurs histoires, leurs problèmes à leur manière. Chaque épisode étant narré selon le point de vue d'un des six. Ce qui permet de connaître les pensées intimes de chacun sur les différents évènements qui se déroulent. Outre le fait que chaque épisode est raconté par l'un des principaux protagonistes, la série propose un rapport particulier à la caméra : les acteurs s'adressent par moments directement au spectateur en face caméra, lui font des clins d'œil, etc.

## Distribution
- Paul Chequer (en) (VF : Sébastien Desjours) : Jamie Collier
- Caroline Chikezie (VF : Chantal Baroin) : Sasha Williams
- Emily Corrie (en) (VF : Dorothée Pousséo) : Suzanne « Sooz » Lee
- Jemima Rooper (VF : Barbara Beretta) : Nicki Sutton
- Benjamin Waters (VF : Adrien Antoine) : Robert « Rob » Conway
- Orlando Wells (en) (VF : Tanguy Goasdoué) : Alexander « Alex » Stanton
- Callum Blue (VF : Yoann Sover) : Mark Wilde

 Source et légende : version française (VF) sur RS Doublage et Doublage Séries Database

## Commentaires
La musique du générique, tirée de la chanson Would You...? (en) du groupe Touch and Go, fait partie de l'identité et du style formellement nerveux de la série.

### Adaptation
Et alors ? a donné lieu à une adaptation américaine, intitulée As If et diffusée par UPN en 2002. Sept épisodes ont été tournés et seulement deux ont été diffusés pour cause d'audiences trop faibles. 

### Anecdotes
Le premier single du groupe britannique McFly, 5 Colours in Her Hair, est un hommage à l'actrice Emily Corrie et au personnage de Suzanne « Sooz » Lee,. Sorti le 27 mars 2004, le titre atteignit la place de numéro 1 des ventes au Royaume-Uni en avril et y resta deux semaines.